# Буря-богатырь Иван коровий сын
«Буря-богатырь Иван коровий сын» — русская народная сказка, записанная фольклористом А. Н. Афанасьевым, входит в первый том его сборника «Народные русские сказки» под номером 136. В системе классификации сказочных сюжетов  Aарне-Томпсона указана под № 300A «Бой на калиновом мосту» и № 519 «Слепой и безногий».
Печаталась в сборниках русских сказок, выпускалась в виде аудиосказок. Была переведена на английский язык Джеком Хейни и Норбертом Гутерманом. Андрей Усачев по мотивам сказки Афанасьева написал стих-сказку «Иван — коровий сын».

## Сюжет
Сказка была записана в Оренбургской губернии.
У короля с королевой (царя с царицей), живших уже много лет, не было детей. Он обратился к богатым людям и к простым крестьянам за помощью в совете — что делать? Никто не смог дать королю вразумительный ответ, только один крестьянский сын взялся за эту задачу, при этом не зная, как её разрешить. Помогла ему в этом некая повстречавшаяся старуха, сообщившая, что надо угостить королеву волшебной златокрылой щукой, живущей в водоёме по соседству с королевским дворцом.
С трудом поймав эту щуку, крестьянин принёс её в королевский дом, где её пожарили для королевы. При этом пасущаяся на лужайке корова съела выброшенный за окно остатки рыбы, а девушка-служанка, которая доставила блюдо королеве, тоже попробовала кусочек вкусно приготовленной щуки. Чудесным образом от съеденной щуки у них родились: Иван-царевич, Иван коровий сын (Буря-богатырь) и Иван девкин сын. Все трое братьев выросли и превратились в красивых молодцев, которые однажды попросили короля пойти погулять. Когда с прогулки вернулся только один — Буря-богатырь, он сообщил, что другие братья не пожелали возвращаться. Король разозлился и послал Ивана коровьего сына вернуть братьев, в числе которых был родной сын короля.
Буря-богатырь Иван коровий сын нашел братьев далеко возле моря у калинового моста. Пока братья возвращались домой, с ними произошло много приключений, главным из которых была битва с огнедышащим змеем, которого победил Иван коровий сын. В конце своего путешествия братья попали в чужое королевство, где королевна хитростью решила убить Ивана-царевича (задушить его подушкой во время сна), пожелавшего на ней жениться. Но ему помог Буря-богатырь, который проучил королевну. После этого она вышла замуж за Ивана-царевича и жили они долго и счастливо.
В сказке упоминаются: меч-кладенец, избушка на курьих ножках, Баба-яга, конь Сивка-бурка, вещая каурка; некоторые герои сказки превращаются в птиц и в свинью.